# Prolom Banja
Prolom Banja oder einfach Prolom (serbisch-kyrillisch Пролом; albanisch Pollom) ist ein Wasserkurort in Serbien.
Der Kurort liegt ca. 85 km von Niš entfernt im Sokolovice-Gebirge auf einer Höhe von 550 bis 668 m. Der Kurort bietet verschiedene Kuren auf Basis der dort vorkommenden Thermalquellen, wie Wasserkuren, Schlammpackungen, Massagen und anderes. Aufgrund der Höhenluft und der Position abseits von Großstädten ist der Ort auch als Luftkurort bekannt.